# Bataille de Song-Jin
Transition des Ming aux Qing
Batailles
Unification des Jürchens - Fushun - Qinghe - Sarhu - Kaiyuan - Tieling - Xicheng  - Shen-Liao - Zhenjiang - She-An - Guangning - Ningyuan - Corée (1627) -  Ning-Jin - Jisi - Dalinghe - Wuqiao - Lüshun - Corée (1636) -  Song-Jin - Révoltes paysannes - Pékin - Shanhai
La bataille de Song-Jin  (chinois traditionnel : 松錦之戰) est un conflit qui oppose les Chinois de la dynastie Ming aux Mandchous de la dynastie Qing en 1641 et 1642 à Songshan (chinois traditionnel : 松山) et Jinzhou (chinois traditionnel : 锦州), d'où le nom "Song-Jin". Les 100 000 soldats d'élite de Hong Chengchou, envoyés pour briser le siège de Jinzhou, sont écrasés par les Huit Bannières de la dynastie Qing à Songshan. Chengchou et le peu de soldats qui lui restent sont ensuite assiégés dans ladite ville et vaincus quelques mois plus tard. La garnison de Jinzhou et le général Zu Dashou se rendent à l'armée Qing peu après la chute de Songshan.

## Situation avant le début du conflit
Le 7 mai 1618, Nurhachi, le Khan des Jin postérieurs, entre ouvertement en rébellion contre la dynastie Ming, dont il était théoriquement le vassal, en proclamant ses Sept Grandes Causes d'irritation, qui sont autant de raisons de rejeter la tutelle Ming sur la Mandchourie.
Ayant préparé sa révolte de longue date, Nurhachi enchaîne les victoires contre les troupes chinoises et vainc les troupes des Ming lors des batailles de Fushun, Qinghe, Sarhu, Kaiyuan et Tieling. Après avoir mis au pas le clan Yihe, ses derniers rivaux au sein du peuple Jürchen, en s'emparant de Xicheng, leur capitale, il parachève sa conquête du Liaodong en s'emparant de nombreuses villes et en détruisant plusieurs armées Ming lors de la bataille de Shen-Liao. Après sa victoire, il transfère sa capitale à Liaoyang, l'ancien siège du pouvoir Ming au Liaodong.
Même si, pendant un bref laps de temps, le général Mao Wenlong réussit à s'emparer du fort Zhenjiang, situé sur les côtes du Liaodong, les Ming n'arrivent pas à véritablement contre-attaquer et reprendre le contrôle des territoires qu'ils ont perdus.
Durant l'automne 1621,une importante rébellion de différentes ethnies non-Han éclate dans les provinces du Sichuan et de Guizhou, ce qui plonge les Ming dans une crise majeure et mobilise une partie non négligeable des ressources militaires de la dynastie au détriment de la défense du nord-est du pays. Le Khan des Jin profite de cet affaiblissement pour s'emparer de la ville de Guangning en 1622 et de la ville portuaire de Lüshun en 1625. Cette série de victoires prend fin en 1626, lorsque le Khan est gravement blessé lors de la défaite des Jin à l'issue de la bataille de Ningyuan. Il meurt huit mois plus tard. Son fils et successeur, Huang Taiji, tente de le venger mais est vaincu à son tour lors de la bataille de Ning-Jin. Il passe les années suivantes à réformer et renforcer l'armée des Jin postérieurs.
Ces réformes commencent à porter leurs fruits en 1629, lorsque l'armée de Huang Taiji envahit la Chine en contournant la forteresse de Ningyuan, et marche sur Pékin, la capitale des Ming, qu'ils attaquent lors de l'Incident de Jisi. Yuan Chonghuan, qui est alors le commandant de la garnison de Ningyuan, envoie 20 000 hommes sous les ordres de Zu Dashou pour protéger la capitale. Zu traverse la Grande Muraille par la passe de Shanhai et avance jusqu'à Pékin, où il bat les Jurchens sous les murs de la ville. L'échec de la défense des murailles nord par Yuan, combiné à une campagne de dénigrement lancée en sous-main par Huang Taiji, conduit à son arrestation et à son exécution ultérieure. Toutefois, avant de mourir, il a eu le temps d'utiliser le prestige qu'il avait tiré de sa précédente victoire sur Nurhaci pour reconstruire Jinzhou, Songshan et Dalinghe en les transformant en colonies militaires (屯, tun) protégées par de lourdes fortifications. Ces transformations se font dans le cadre d'une politique de défense avancée impliquant la construction de bastions au nord de la Grande Muraille, notamment à Ningyuan, qui servait de base à ses opérations,.
Huang Taiji met en échec cette politique de fortifications lors de la bataille de Dalinghe, où il utilise l'artillerie moderne dont il s'est doté pour s'emparer de la ville éponyme, après avoir annihilé ou pris toutes les forteresses protégeant la ville. Au printemps 1633 les Jin lancent une nouvelle attaque contre la ville de Lüshun, dont les Ming avaient repris le contrôle après leurs victoires de 1626. Huang confie la direction des opérations à Kong Youde et Geng Zhongming, deux généraux chinois ayant fait défection au profit des Jin après que leur révolte ait été matée par les Ming. En une semaine, la ville est prise. En 1635, Huang Taiji adopte le nom de « Mandchou » pour désigner l'ensemble du peuple jürchen, puis, le 15 mai 1636, après s'être vu remettre par le dernier Khan mongol le sceau impérial de la dynastie Yuan, il change le nom de l'État mandchou, qui devient le Grand Qing, abandonnant le titre de Khan pour celui d'Empereur. C'est le début de la dynastie Qing. Officiellement vassale des Jurchen/Mandchou depuis sa défaite face aux troupes de Nurhachi en 1627, la Corée se révolte juste après ce couronnement et subit une cuisante défaite. Les Mongols sont intégrés, les Coréens matés, Huang a donc les mains libres pour reprendre ses attaques contre les Ming.

## Le siège de Jinzhou
La dynastie Ming n'a quasiment pas changé de stratégie pour défendre le Liaodong depuis l'époque de Yuan Chonghuan. La majeure partie des ressources est utilisée pour la construction et l'entretien de forteresses, les dirigeants chinois comptant sur l'artillerie et les canons comme mesures défensives plutôt que de tenter de passer à l'offensive. Si, pendant un certain temps, cette stratégie défensive a porté ses fruits, elle est caduque depuis que Huang Taiji a transformé son armée en réformant sa logistique, créant ainsi des lignes d'approvisionnement qui lui permettent de soutenir une guerre de siège de longue durée, et en se dotant d'une artillerie très performante.
Zu Dashou est alors le responsable de la défense de Jinzhou. Après avoir été vaincu lors de la bataille de Dalinghe en 1631, Zu s'était rendu à Huang Taiji et lui avait proposé de lui livrer Jinzhou. Mais, une fois arrivé sur place, loin de livrer la cité-forteresse, Zu s'était remis au service des Ming. Le temps passe, les Ming accumulent les défaites et, dans la 6e année de l’ère Chongde (1641), le général mandchou Jirgalang ordonne à ses troupes de reprendre Jinzhou et d'assiéger la ville. Zu réagit en envoyant immédiatement une lettre à Pékin pour demander l’envoi de renforts. Alors que le siège de Jinzhou semble s'enliser, au quatrième mois lunaire, Hong Taiji décide de le prolonger.

## L'arrivée des renforts de Hong Chengchou
Le maréchal Hong Chengchou reçoit l'ordre de l'empereur Chongzhen de sauver Zu Dashou et son armée. il a 8 commandants de zone en chefs (Zongbing) ayant rang de général sous ses ordres : Cao Bianjiao, Wang Yanchen, Bai Guang'en, Ma Ke, Wu Sangui, Yang Guozhu, Wang Pu et Tang Tong, ainsi que plus de 100 000 hommes.
Au dixième mois lunaire, Hong Chengchou quitte la passe de Shanhai et convoque ses huit généraux. il a alors sous ses ordres environ 100 000 fantassins lourdement armés et équipés de mousquets, ainsi que 40 000 cavaliers, qui reçoivent tous l'ordre de libérer Jinzhou. Pendant ce temps, Zu Dashou continue de défendre la ville et utilise Songshan, Xishan et Tashan comme ailes défensives. Du côté des Qing, les généraux Kong Youde, Geng Zhongming et Shang Kexi reçoivent l'ordre de renforcer les troupes assiégeant Jinzhou.
Hong Chengchou positionne ses troupes sur le mont Rufeng, qui se trouve entre Songshan et Jinzhou. Quand la bataille commence, les forces Qing combattent mal, et Hong Taiji réagit en décidant de rester sur la défensive, ne menant que des attaques à petite échelle sur la ligne de front de l'armée Ming. Son but est d'épuiser son ennemi avant de lancer une attaque à grande échelle pour remporter la victoire. L'empereur Chongzhen, impatient, ordonne à Chengchoul d'être plus agressif, ce qui va dans le sens des plans de Taiji.
En voyant l'ennemi avancer, Huang Taiji ordonne à ses troupes de tendre une embuscade le long des voies de repli Ming, tout en s'emparant de leur approvisionnements. Ses troupes ont ensuite massacré tous les ennemis qui battaient en retraite. Hong Chengchou décide de tenter une attaque désespérée, mais ses subordonnés ne sont pas d'accord avec son plan ; certains soutenant qu'ils devraient se retirer à Ningyuan et ravitailler les troupes. Wang Pu et quelques généraux décident de passer outre aux ordres et de battre en retraite après avoir appris que Huang Taiji lui-même dirige l'armée mandchoue. Vaine tentative qui se solde par un massacre des fuyards. Seuls 50 000 soldats ont survécu à la bataille et réussi à fuir.
Dans le camp de Hong Chengchou, il ne reste plus que 10 000 soldats et ce dernier est contraint de se replier sur Songshan. Cao Bianjiao et Wang Yanchen ayant réussi à échapper à l'encerclement, ils joignent leurs forces à celles de Hong Chengchou. Le siège de Songshan commence donc.

## Siège de Songshan et fin de la bataille
Songshan subit alors le même sort que Jinzhou, privé de provisions et de renforts. Chengchou essaye de briser l'encerclement à plusieurs reprises, mais en vain. Désespéré, Xia Chengde, un des subordonnés de Chengchou, se rend secrètement aux Qing et promet d'ouvrir la porte de la ville. Le 18e jour du deuxième mois lunaire de l'année suivante, les troupes Qing pénètrent finalement dans la ville et capturent Hong Chengchou ainsi que le xunfu Qiu Minyang et quelques autres généraux. Qiu est ensuite exécuté par Hong Taiji, avec Cao Bianjiao et Wang Yanchen, tandis que Hong est emmené vivant à Shengjing.
N'ayant plus aucun espoir, Zu Dashou est contraint de se rendre le 3e jour du mois suivant. Les lignes de défense de Tashan et Xingshan sont écrasées durant le 4e mois, mettant ainsi fin à la bataille de Song-Jin.

## Conséquences
Huang Taiji voit en Hong Chengchou un général excellent et brillant, et tente de le convaincre de se soumettre aux Qing. Chengchou refuse, mais Fan Wenchengeng réussit à le convaincre de le faire. Hong Chengchou est ensuite été affecté à la bannière jaune et est nommé gouverneur militaire de Nanjing pendant le règne de Shunzhi. Plus tard, il réussit à persuader de nombreux généraux Ming du Sud de se rendre au gouvernement Qing, ouvrant ainsi la voie à la conquête de la Chine du Sud.
La reddition de Hong Chengchou est un coup dur pour la dynastie Ming, après l'exécution de Yuan Chonghuan, car il n'y a plus aucun autre général compétent pour protéger l'empire Ming. Après la reddition de Wu Sangui, en 1644, il n'y a plus d'obstacle empêchant les Mandchous de se lancer à la conquête de la Chine historique.

## Voir également
- Wu Sangui